# Hans Meiser (Moderator)

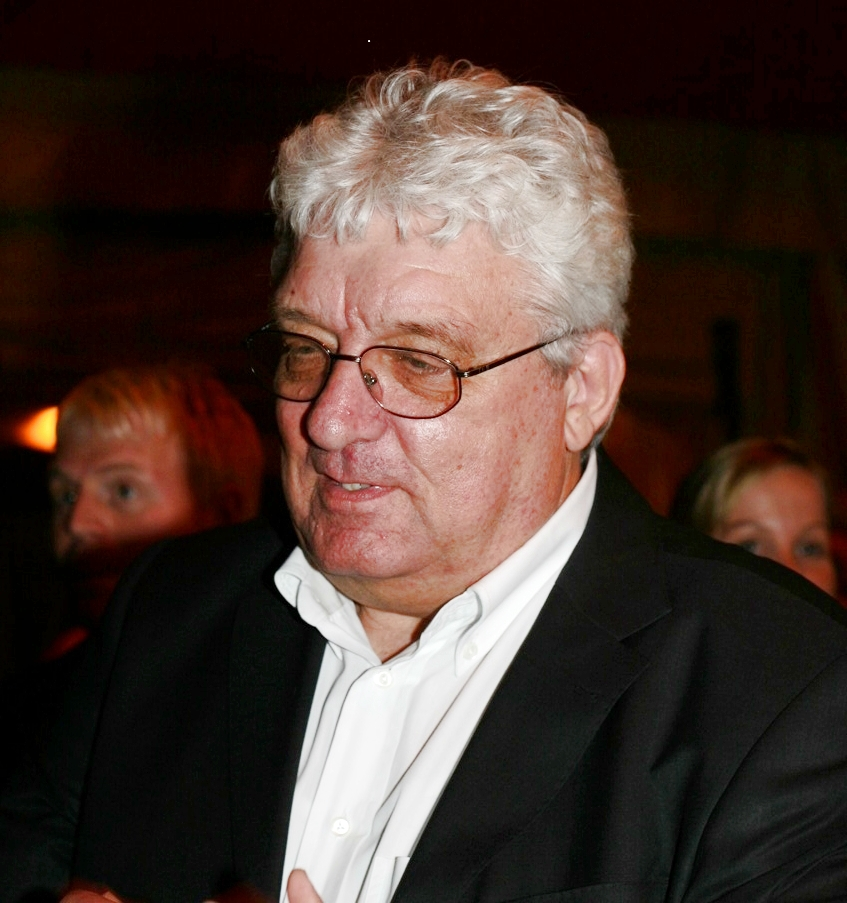
Hans Meiser (2007)

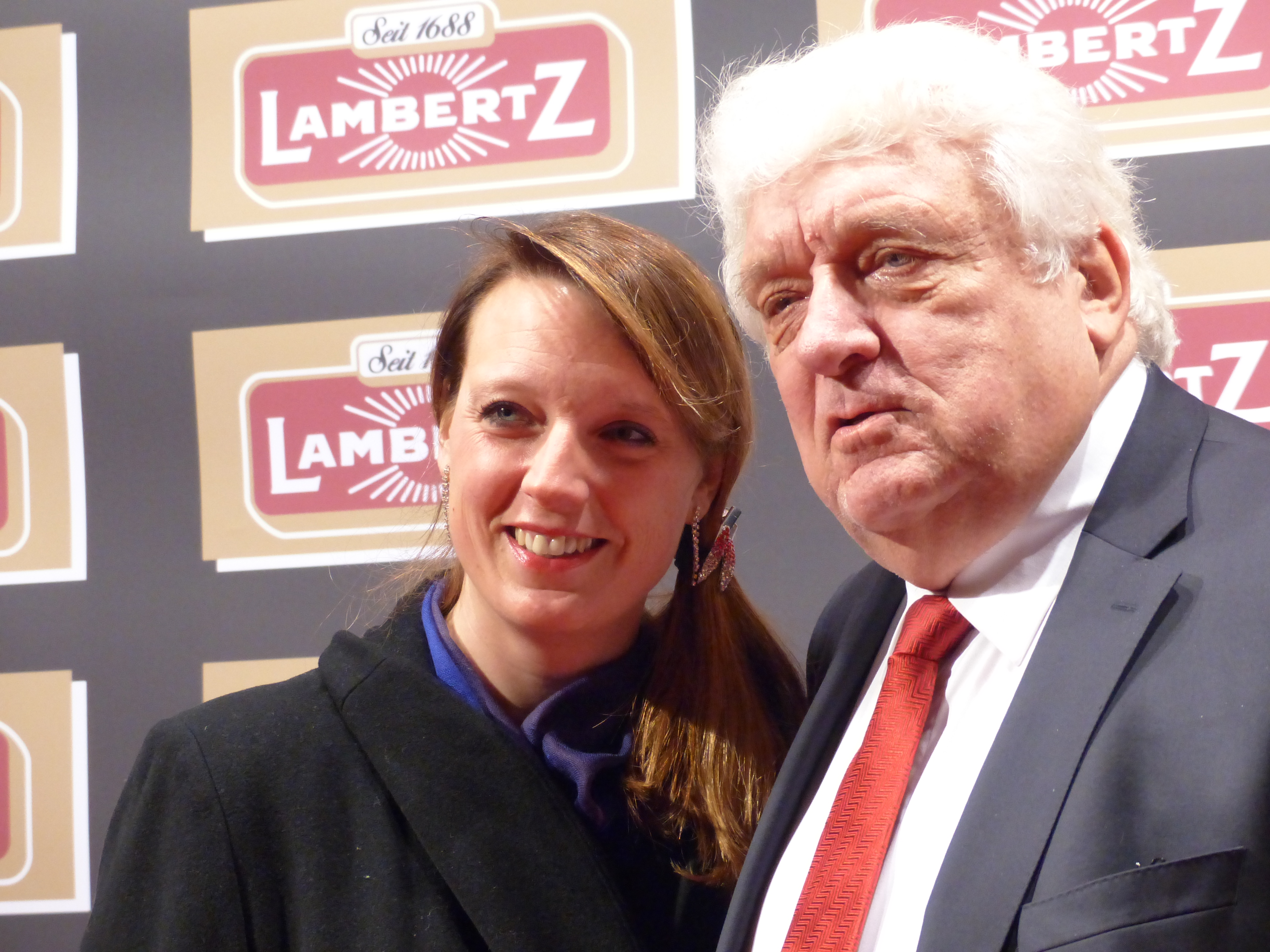
Hans Meiser mit seiner Tochter (2016)

Hans-Joachim Meiser (* 20. August 1946 in Bad Rothenfelde; † 30. Oktober 2023 nahe Scharbeutz) war ein deutscher Hörfunk- und Fernsehmoderator sowie Journalist. Er wurde als Moderator von RTL-Sendungen wie Hans Meiser, Notruf und RTL aktuell bekannt.

## Karriere und Sendungen
Meiser wuchs in Stuttgart auf. Er arbeitete bereits mit 15 Jahren für das Jugendprogramm im Hörfunk des SDR. Nach dem Abitur am Gottlieb-Daimler-Gymnasium in Stuttgart-Bad Cannstatt im Jahr 1966 verpflichtete er sich freiwillig für zwei Jahre bei der Bundeswehr. Danach studierte er Germanistik, Geschichte und Kunstgeschichte an der Universität Stuttgart und begann neben seinem Studium am 1. April 1970 eine Moderatorentätigkeit im Hörfunk beim Pop Shop des SWF. 1971 wechselte er als Nachrichtenredakteur in den deutschsprachigen Hörfunk von Radio Luxemburg und beendete sein Studium ohne Abschluss. Beim Fernsehsender RTL plus war er „Mann der ersten Stunde“ und trat dort von 1984 bis 1992 als Anchorman der Nachrichtensendung 7 vor 7 bzw. RTL aktuell auf. Kurz nach Beginn der Geiselnahme von Gladbeck, in deren Verlauf drei Menschen ums Leben kamen, rief er als erster Journalist die Geiselnehmer in der belagerten Bankfiliale an, um ein Interview mit ihnen zu führen.
Von 1992 bis 2006 moderierte er bei RTL die Sendung Notruf, sowie von 1998 bis 2001 deren Ableger Notruf täglich, in der spektakuläre Rettungsaktionen nachgestellt wurden und Bürger zum Leisten Erster Hilfe animiert werden sollten. Ebenfalls bei RTL moderierte er achteinhalb Jahre lang im Nachmittagsprogramm die nach ihm benannte Talkshow Hans Meiser. Die Sendung startete im September 1992. Nach eigenen Angaben brachte er damit „erstmals ganz normale Menschen ins Fernsehen“. Der große Erfolg dieser Sendung – in Spitzenzeiten hatte sie über 40 % Marktanteil – führte zu einer Flut von Talkshows im Nachmittagsprogramm mehrerer deutscher Fernsehsender. Allein RTL hatte bis zu fünf derartige Sendungen im Programm, die aufeinanderfolgend ausgestrahlt wurden.
Meiser interviewte auch berühmte Persönlichkeiten in der Politik, so 1994 vor der Bundespräsidentenwahl die Kandidaten Johannes Rau und Roman Herzog sowie vor der Bundestagswahl 1994 Rudolf Scharping und Helmut Kohl.
Zusammen mit Birgit Schrowange moderierte er von 1998 bis 2010 die Pannenshow Life! Dumm gelaufen. Mit dem Quiz Einundzwanzig war er von 2000 bis 2002 als Quizmaster tätig. 2010 wurde sein Vertrag mit RTL ohne Begründung nicht verlängert. Er sagte dazu: „Die Umgangsformen sind rau geworden. RTL hat mich damals abgeschossen wie eine Wildsau in der Morgensonne. Es gab kein Danke von der Geschäftsleitung.“ Von 2013 bis 2023 moderierte Meiser bei Radio Regenbogen jeden Sonntag die dreistündige Sendung Talk of Town – die Hans Meiser Show.
Ab 2015 trat er in der Rubrik Der kleine Mann bei der ZDFneo-Show Neo Magazin Royale auf, die von Jan Böhmermann moderiert wurde. 2017 übernahm er in derselben Sendung außerdem gelegentlich die Rolle des fiktiven deutschen Bundespräsidenten Hans-Meiser Steinmeiser. Das Produktionsunternehmen Bildundtonfabrik beendete die Zusammenarbeit mit Meiser im Mai 2017, nachdem bekannt geworden war, dass er für das Onlineportal Watergate.tv, das rechtspopulistische Verschwörungstheorien verbreitet, Werbespots eingesprochen hatte.
Meiser stand 2017 auch wegen Werbung für unseriöse Finanzprodukte in der Kritik. So trat er 2018 als Influencer für den zum Verlag für die Deutsche Wirtschaft gehörenden GeVestor Verlag auf, der umstrittene Börsennachrichten veröffentlicht. Meiser „warnte“ bei seinem Werbeauftritt im Interesse des Verlages Anleger vor bestimmten Aktien. Es bestand der Vorwurf, dass damit für kostenpflichtige Abonnements des Verlages geworben werden sollte.
Hans Meisers Moderationen bei RTL im Überblick:
|                       | 1980er | 1980er | 1980er | 1980er | 1980er | 1980er | 1990er | 1990er | 1990er | 1990er | 1990er | 1990er | 1990er | 1990er | 1990er | 1990er | 2000er | 2000er | 2000er | 2000er | 2000er | 2000er | 2000er | 2000er | 2000er | 2000er |  |
| 84                    | 85     | 86     | 87     | 88     | 89     | 90     | 91     | 92     | 93     | 94     | 95     | 96     | 97     | 98     | 99     | 00     | 01     | 02     | 03     | 04     | 05     | 06     | 07     | 08     | 09     | 2010   |  |
| --------------------- | ------ | ------ | ------ | ------ | ------ | ------ | ------ | ------ | ------ | ------ | ------ | ------ | ------ | ------ | ------ | ------ | ------ | ------ | ------ | ------ | ------ | ------ | ------ | ------ | ------ | ------ |  |
| 7 vor 7 / RTL Aktuell |        |        |        |        |        |        |        |        |        |        |        |        |        |        |        |        |        |        |        |        |        |        |        |        |        |        |  |
| Notruf                |        |        |        |        |        |        |        |        |        |        |        |        |        |        |        |        |        |        |        |        |        |        |        |        |        |        |  |
| Hans Meiser           |        |        |        |        |        |        |        |        |        |        |        |        |        |        |        |        |        |        |        |        |        |        |        |        |        |        |  |
| Life! Dumm gelaufen   |        |        |        |        |        |        |        |        |        |        |        |        |        |        |        |        |        |        |        |        |        |        |        |        |        |        |  |
| Einundzwanzig         |        |        |        |        |        |        |        |        |        |        |        |        |        |        |        |        |        |        |        |        |        |        |        |        |        |        |  |

## CreaTV, weitere Firmen und Engagements
Meiser war gemeinsam mit Erich Wagner Geschäftsführer der Produktionsfirma CreaTV Fernsehproduktions GmbH in Hürth, die er 1992 zusammen mit RTL plus gründete. CreaTV produzierte u. a. Der heiße Stuhl sowie die Talkshows Hans Meiser und Bärbel Schäfer, sowie Notruf täglich. Außerdem produzierte er im Jahr 2002 zwei Reportagen über den damaligen Bundeskanzler Gerhard Schröder und seinen Herausforderer, den damaligen bayerischen Ministerpräsidenten Edmund Stoiber. Am 27. Januar 2009 wurde bekannt, dass CreaTV Insolvenz angemeldet hatte. CreaTV wurde im März 2009 liquidiert und im August 2020 aus dem Handelsregister gelöscht.
Ab 2010 war Meiser wieder als Produzent tätig. Mit seinem neuen Geschäftspartner Rainer Schwabe gründete er als Produzent, TV-Berater und Moderator die Produktionsfirma Wir sind TV. Ab 2013 arbeitete er als TV- und Medientrainer für TELEGENial. Meiser engagierte sich viele Jahre für die Deutsche Lebens-Rettungs-Gesellschaft (DLRG) und war dort im Kuratorium in beratender Funktion ehrenamtlich tätig.
2022 gründete er mit Dietmar Baum und Harald Thoma, dem Sohn des früheren RTL-Chefs Helmut Thoma, ein Rundfunkunternehmen. Der daraus hervorgegangene Sender Radio Wellenrausch mit Sitz am Flughafen Lübeck nahm am 29. Oktober 2023 seinen Sendebetrieb auf. Meiser sollte dessen Programmleiter werden.

## Privates
Meiser war zweimal geschieden und Vater von drei Kindern. 2018 heiratete er seine dritte Frau Angelika. Er lebte zuletzt in Scharbeutz und starb im Oktober 2023 im Alter von 77 Jahren an Herzversagen.

## Auszeichnungen
- 1993: Bambi
- 1993: Goldenes Kabel vom Gong
- 1993: Goldene Kamera
- 1993: Publikumslöwe von RTL